# Coopérative d'activité et d'emploi
Pour les articles homonymes, voir CAE.
Une coopérative d'activité et d'emploi (CAE - on parle aussi de coopérative d’activité ou coopérative d'entrepreneurs), telle que définie par la Loi sur l'économie sociale et solidaire de juillet 2014 est, en France, une structure d'entreprise coopérative permettant la création et le développement d'activités économiques par des entrepreneurs indépendants.
Existantes depuis 1995, et connues juridiquement depuis 2014, les CAE proposent une alternative à la création d'entreprise classique à toute personne souhaitant se mettre à son compte pour vivre de son savoir-faire, tout en bénéficiant de droits sociaux, en étant accompagnée et en mutualisant des ressources (accompagnement, comptabilité, etc.).
Fin 2020, elles représentent 12 000 salariés pour 150 structures.

## Historique
Né en réaction à la crise de l'emploi (E.Bost, 2011), La première coopérative d'entrepreneurs Cap Services est née en 1995 à Lyon, avec pour objectif de sécuriser la démarche entrepreneuriale de personnes créant leur propre emploi. Il s'agissait à l'origine de simplement permettre le test « grandeur nature » et le développement d'une activité économique sans nécessité de constituer une entreprise juridiquement autonome ni perte des droits sociaux.En effet porté par des travailleur.e.s sociaux, Cap Services avait alors comme objectif d'accompagner les personnes en situation de chômage à s’insérer professionnellement et socialement par la création de leur emploi dans un cadre sécurisé, un accompagnement renforcé, tout en conservant leurs avantages sociaux.
Dû fait de leur histoire les CAE portent en leur sein un projet social : l'employabilité de tous et toutes et une horizontalité des rapports dans le monde du travail.
Il existe 150 CAE en France métropolitaine et dans les Départements et régions d'outre-mer au 1er décembre 2020.
La loi relative à l'économie sociale et solidaire du 31 juillet 2014 définit le statut d'entrepreneur-salarié, en mettant en place une obligation d'accompagnement individualisé pour la coopérative, en définissant les services mutualisés et en mettant en place un délai de trois ans entre l'entrée de l'entrepreneur dans la CAE et son éventuelle candidature à devenir associé. Le décret d'application de la loi sur l'économie sociale et solidaire est signé le 29 octobre 2015. Il reconnaît le statut des coopératives d'activité et d'emploi et leur fonctionnement, ainsi que le statut des entrepreneurs-salariés.
Depuis le 1er décembre 2020, à l'initiative de la confédération générale des SCOP et des réseaux Coopérer pour entreprendre et Copéa, une fédération unique réunit la plupart des CAE.

## Fonctionnement

### Statut
Les coopératives d'activité et d'emploi font partie de l'économie sociale et solidaire. La CAE peut avoir pour forme n'importe quel statut coopératif : société coopérative et participative (SCOP), société coopérative d'intérêt collectif (SCIC).

### Accompagnement
La coopérative est responsable du travail, de la sécurité et de la santé des entrepreneurs. Elle gère les services mutualisés, au moins la comptabilité de l'entreprise, s'occupe du calcul et du versement des salaires et gère les obligations fiscales, sociales et comptables pour chaque salarié (comptabilité analytique et de résultat).
L'entrepreneur est considéré comme un indépendant vis-à-vis de ses clients (prospection des clients, gestion de sa marque, etc), mais comme un salarié pour sa CAE. Il bénéficie donc des avantages liés au statut de salarié (congés payés, droits de formation, retraite...).
Les différents contrats de travail utilisés indiquent les droits et devoirs de « l'entrepreneur-salarié » : il bénéficie d'un accompagnement à la création et au développement de son activité commerciale et économique sous sa propre marque. En contrepartie, le contrat détaille les obligations de l'entrepreneur vis-à-vis de la coopérative (chiffre d’affaires minimum, participation au fonctionnement de la coopérative, part fixe et part variable du salaire, etc.).
L'entrepreneur participe au financement de ces services mutualisés selon des modalités définies par la coopérative.

### Parcours dans la CAE
Tout porteur de projet est susceptible d'être accueilli au sein d'une coopérative d'entrepreneurs à condition que son activité puisse être techniquement intégrée. Cela est fait suite à une étude de l'activité et après un entretien au sein de la CAE.
Si l'intégration est effective, l'entrepreneur signe un contrat d'appui au projet d'entreprise (CAPE), qui dure au maximum 12 mois, renouvelable deux fois.
À l'issue du contrat CAPE, l'entrepreneur signe un contrat d'entrepreneur salarié, contrat de travail à durée indéterminée.
L'entrepreneur dispose d'un délai de trois ans, commençant à la date d'entrée dans la CAE, pour choisir entre deux possibilités d'évolution : 
1. devenir associé de la coopérative sous le statut d'entrepreneur-salarié-associé (par un contrat à durée indéterminée, puis un contrat d'« entrepreneur salarié associé » au 1er janvier 2015) ;
2. quitter la coopérative, par exemple pour créer son entreprise sous un statut différent, ou bien partir en formation, reprendre un emploi salarié, etc[12].

### Limitations
Les activités réglementées, les activités nécessitant un bail commercial et les activités nécessitant des investissements de départ trop importants ne sont pas prises en charge par les coopératives d'activité et d'emploi.

## Impact économique
Elles représentent 6 500 salariés et 1 500 personnes en accompagnement, et 100 millions € de chiffre d'affaires cumulé en 2012 ; 12 000 salariés au 1er décembre 2020.
Durant la crise économique due à la pandémie de Covid-19 en France, le statut des CAE s'est distingué par sa résilience, les entrepreneurs individuels indépendants pouvant bénéficier des prestations chômage et du travail à temps partiel.

## Impact social
L'entrepreneuriat collectif, soutenues par les coopératives d'activités et d'emploi vient en collusion avec les politiques de lutte contre le chômage, qui par l'expansion du statut de microentreprise, veulent amoindrir le chômage. Veyer et Sangiorgio analysent, en 2006, la statistique florissante que la création d'entreprise est un facteur de précarisation sociale, à l'instar d'être une rampe dynamique de l'économie et de l'emploi. Delvolvé et Veyer (2010) dénoncent les excès de pratiques qui, sous couvert d’encourager l’entrepreneuriat, amènent à sortir un certain nombre d’activités du champ du droit du travail et induisent souvent une précarisation sociale des individus dans l’exercice de leur profession.
Des coopératives innove sur ce champ en s'adressant exclusivement à des publics vulnérables (bénéficiaires des minima sociaux, en situation de handicap, en chômage de longue durée, etc) tel que Cités Coop, une coopérative fondé en novembre 2019 à Paris par le Secours Catholique - Cités Caritas.